# Agua, azucarillos y aguardiente
Agua, azucarillos y aguardiente es una zarzuela en un acto (género chico) con libreto de Miguel Ramos Carrión y música de Federico Chueca. Se estrenó en el teatro Apolo de Madrid el 23 de junio de 1897. La obra se mantuvo en el Apolo y después durante el verano pasó al teatro Príncipe Alfonso; a mediados de septiembre volvió al Apolo. Llegó a las doscientas representaciones sin interrupción. En 1897 con la función número cien se dio un homenaje a sus autores Chueca y Ramos Carrión. Durante años se mantuvo en las carteleras de otros teatros de España y de Hispanoamérica llegando a formar parte de casi todos los repertorios líricos. Es una de las obras que mejor representan el género chico.

## Contexto histórico

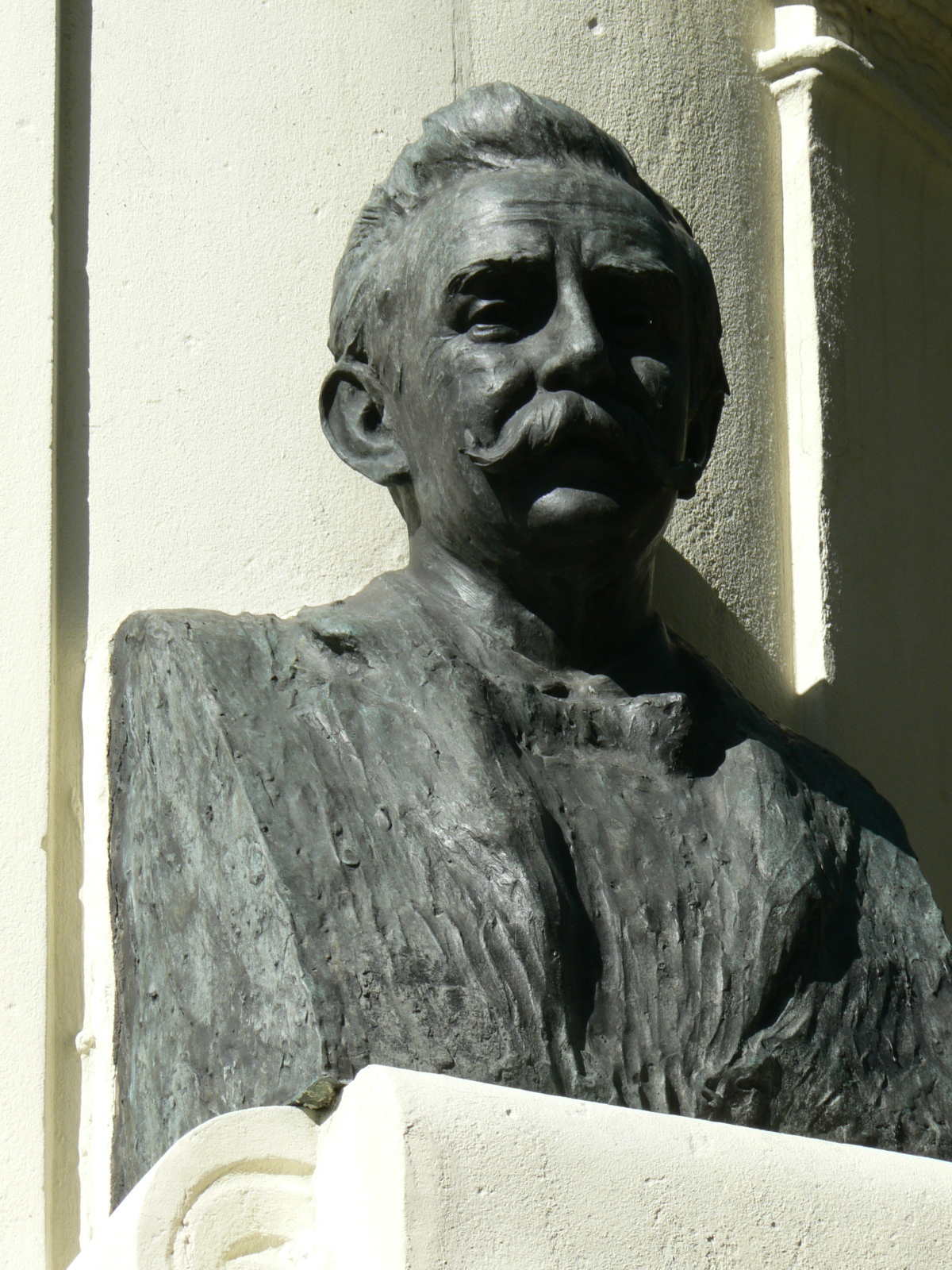
Busto en bronce de Federico Chueca (1846–1908), detalle del Monumento a los Saineteros Madrileños, c/ Luchana (Madrid)

En 1886 se estrenó la zarzuela La Gran Vía con una trama y un tema especialmente madrileños. A partir de esa obra Madrid pasó definitivamente a ser protagonista del género chico ofreciendo sus calles, plazas, jardines, urbanismo, ambiente, clases sociales —el pueblo de los barrios bajos, los señoritos galantes y despreocupados, los militares, los oficios—. Por entonces ya se había tomado la resolución de abaratar los espectáculos con el sistema ofrecido por el teatro Variedades de Madrid que consistió en cambiar las cuatro horas de duración de cada zarzuela, —con un precio por entrada muy alto— , por cuatro funciones breves sin la obligación de asistir a todas. Fue así como nació el teatro por horas; a cada una de esas obras cortas e intrascendentes se dio el apelativo de género chico. Hacia 1873 el teatro Apolo de Madrid se incorporó al nuevo sistema obteniendo clamorosos llenos de aforo. Tuvo gran aceptación la última sesión a horas tardías, es decir la cuarta hora que pronto fue reconocida como «la cuarta de Apolo». El músico Federico Chueca fue uno de los grandes que se dedicó al género chico. En ocasiones trabajó en colaboración con Joaquín Valverde componiendo ambos una serie de títulos de poca duración y mucho éxito y popularidad. Uno de los mayores éxitos de Chueca fue Agua, azucarillos y aguardiente, obra que el propio autor clasificó como «pasillo veraniego» y que así consta en la partitura.

## Ambientación

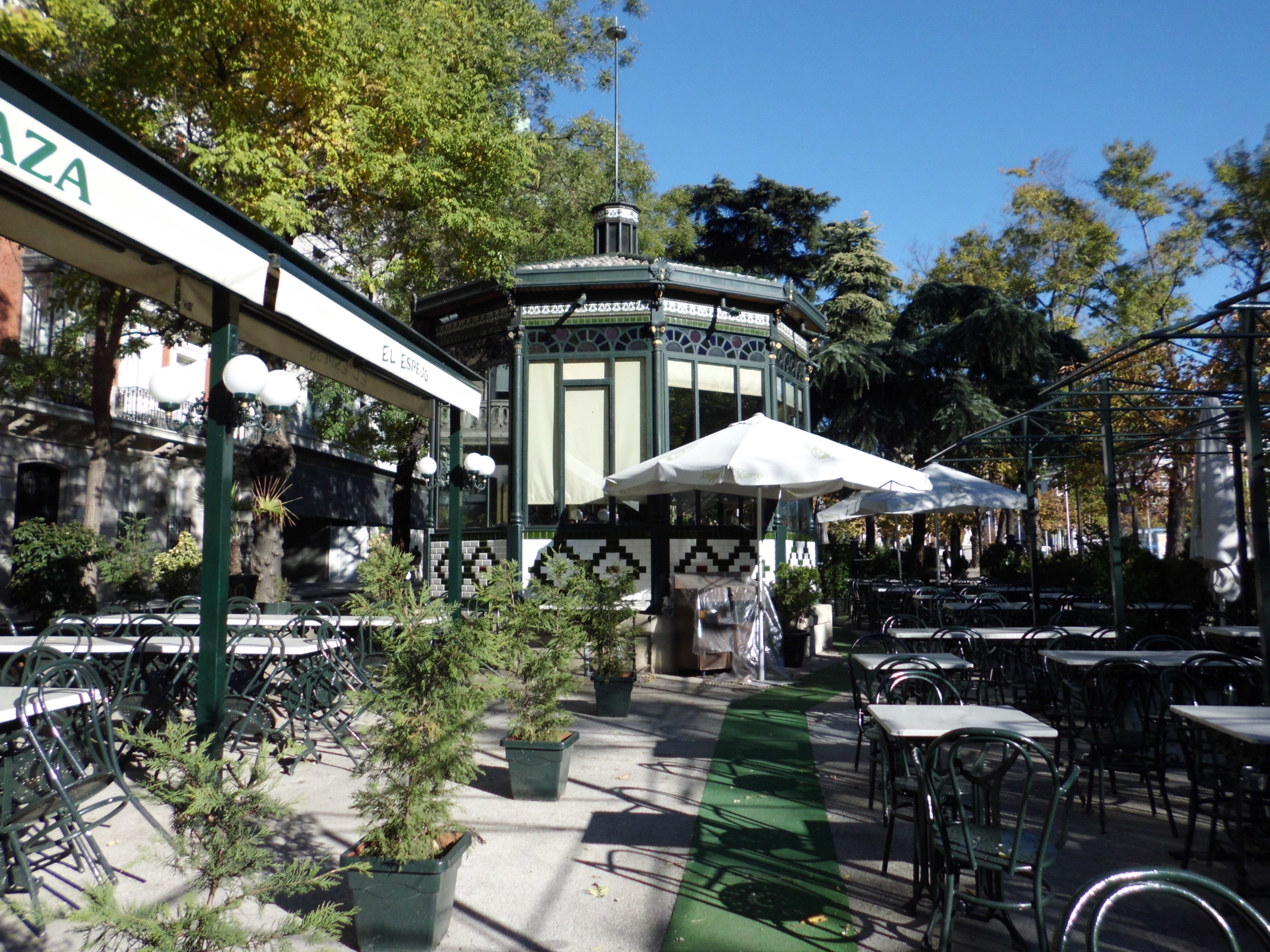
Kiosco moderno en el Paseo de Recoletos. Estos kioscos fueron sustituyendo a los antiguos aguaduchos del siglo XIX

El libreto está ambientado en el Madrid de los últimos años del siglo XIX y la música apoya esa ambientación con ritmos conocidos y apreciados por el público, como el pasacalle, el vals, la mazurca, las seguidillas, la jota, los panaderos, incluso temas infantiles y populares. Los tipos que aparecen son también fiel retrato del Madrid de aquella época dando paso a unas situaciones realistas y costumbristas.
Las escenas se suceden en lugares bien conocidos por el ''respetable'': un cuarto humilde en alquiler que aparece en el primer cuadro del único acto y el paseo de Recoletos donde está el aguaducho de la Pepa con poco género que ofrecer: agua, azucarillos y aguardiente; posiblemente también, agua de cebá. Unas pocas mesas de hierro y mármol, unas sillas también de hierro y los bancos de los jardines completan el decorado. El «puesto» o aguaducho es todo un lujo si se compara con la vasera y el botijo, material de trabajo de su rival la Manuela que ofrece el género voceando por todo el paseo.
Como personajes de la época y propios de este lugar que enriquecen el ambiente van saliendo los barquilleros con su barquillera de ruleta colgada de un hombro, los guardias que dialogan, con su acento gallego, el músico callejero medio mendigo medio truhan, las aguadoras y sus chulos (o novios) que vienen de desempeñar el tesoro típico que no podía faltar: el mantón de Manila. La escena se completa con las niñeras, las amas de cría y las criaturas que están a su cuidado; los más grandecitos juegan a la comba, a la piedra o avión, al aro y al corro. El público se deleita con el ambiente veraniego en vísperas de la verbena de San Lorenzo; todo lo que acontece es reconocible y reconocido por los espectadores. En el estreno de 1897 contribuyeron a la perfecta ambientación los decorados de Giorgio Busato y de Armesto, especialmente el telón de fondo donde estaba pintada la entrada del Paseo de Recoletos.

## Argumento
La acción se desarrolla en Madrid en el mes de agosto en un puesto de refrescos (el aguaducho). El argumento gira alrededor de un enredo de carácter económico en el que están implicados, sin saberlo, los protagonistas. El personaje central del enredo es Aquilino, un hombre de negocios, propietario de pisos baratos de alquiler y prestamista.
Con Aquilino están endeudados Serafín —el joven lechuguino hijo de un político—, Simona madre de Atanasia (Asia para los amigos), —la joven romántica y soñadora, poetisa aficionada— y Pepa, que tiene alquilado el aguaducho de Recoletos. Aquilino tiene la costumbre de marcar los billetes que presta a sus deudores, de manera que al final cuando Simona y Pepa cumplen con la deuda se da cuenta de que tiene en sus manos el dinero que en su momento prestó a Serafín. «Me pagan con mi propio dinero», dice malicioso sospechando que Serafín se entiende tanto con la joven Asia como con Pepa. Entremedias va apareciendo el tema amoroso, la seducción, los apuros económicos, los celos, el timo, la nostalgia o saudade de las niñeras gallegas, para terminar con un pasacalle de chulapos y chulapas en homenaje a la verbena de San Lorenzo.

## Estructura de la obra. Libreto
El autor del libreto, Miguel Ramos Carrión lo llamó pasillo veraniego y lo estructuró en un acto con dos cuadros.
Cuadro primero
Se sitúa la acción en un piso alquilado, muy modesto, cuyo casero es Aquilino. Las inquilinas son Simona y su hija Atanasia que se hace llamar Asia. Es un cuadro sin música, todo es diálogo entre los tres personajes. La primera intervención es de Asia, romántica y enamorada que sueña además con ser una famosa poetisa. Precisamente han venido a Madrid desde su pueblo para editar un libro de versos pero Simona cuenta que eso ha sido la perdición y se ven en la ruina: «¡Gastarnos en la impresión dos mil pesetas, para no vender más que tres ejemplares! Ya te lo decían los libreros: doscientos ejemplares, no tire usted más. Pero tú, no, cuatro mil, hay que tirar cuatro mil... y efectivamente, tirados están por esas calles después de haber tenido que venderlos a perro chico.»

Telón vertical.

El telón se levanta y Asia ofrece al público una de sus poesías dedicada a un pajarito:
| ¡Oh, tímido jilguero entre doradas rejas encerrado, si no puedes ligero surcar el aire en cielo apresurado, en cambio, nunca, ¡oh, triste prisionero! te falta mi solícito cuidado! |

Simona se acerca cuando comprende que ya ha terminado la inspiración y habla seriamente con ella. No tienen dinero, están arruinadas y entrampadas y ha recibido una carta desde el pueblo de Valdepatata del tío Antón que ofrece pagar todas las deudas y aconseja que regresen y que Asia se case con su hijo el primo Aniceto. La carta del tío es clara y realista: « "Creo que si no se casa con su prima se me muere. Convéncela, y si se decide, yo iré a esa, pagaré todo lo que debéis y nos volveremos juntos, para vivir aquí en paz y en gracia de Dios." » A lo que Asia responde con frases rebuscadas y tono teatral. Pero Simona está firme y ha tomado una resolución: «O ese joven se casa contigo inmediatamente o nos volvemos a Valdepatata. Esta noche, si no me habla él, le hablo yo. De hoy no pasa...»
Se oye la campanilla de la puerta y aparece el casero, con intenciones de cobrar los dos meses que se le adeudan. Tras una breve conversación Aquilino da su ultimátum: «Si mañana mismo no cobro las dos mensualidades, yo, sintiéndolo con toda mi alma, me veré precisado a embargar los muebles... y a despedir a ustedes de la casa.» y les otorga una última oportunidad: «Si ustedes me presentan un fiador que tenga suficiente garantía...» Simona ve el cielo abierto y ofrece a Serafín, que es novio de la niña «El hijo de un hombre político muy importante, ex ministro, a quien usted conoce seguramente; don Simón Pérez de la Lata.» La trama se va enredando; Aquilino les cuenta que Serafín tiene dinero porque se lo ha prestado él a cuenta de la fortuna de su abuelita que es riquísima y le respalda. Pero que tienen que pedirle ellas el dinero prestado. Aquilino se despide con la promesa de volver a cobrar al día siguiente. Asia, en tono melodramático recita: «¡Fatal, tremendo, perentorio plazo! ¡Oh, qué horrible es la prosa de la vida!»
Cae el telón supletorio (o telón de comodín) para poder hacer el cambio de decorado del segundo cuadro. En el telón hay una alegoría del botijo y en letras muy grandes se ve escrito otro poema de Asia:
| Desprecio del Japón o de la China el grandioso Tibor de porcelana, el vaso etrusco, el ánfora romana, y la tinaja griega o damasquina. Te canto a ti, que el agua cristalina sabes frigorizar sin pompa vana, ... |

Cuadro segundo
Se desarrolla en los jardines de Recoletos o paseo de Recoletos. Como telón de fondo se ve la entrada a este paseo que los asistentes al estreno identificaron inmediatamente. El decorado lo forma el aguaducho de Pepa, sillas y veladores. En segundo término hay un banco de hierro que pertenece también al paseo y cerca del banco, un farol. El comienzo del cuadro lo protagonizan las amas, las niñeras y los niños. Estos juegan al corro cantando temas populares y canciones infantiles:
| Tanto vestido blanco, tanta parola, y el puchero a la lumbre con agua sola. Arrión, tira del cordón, cordón de la Italia, ¿dónde irás amor mío que yo no vaya? |

Las niñeras cantan comentando sobre su vida profesional:
| Las señoras nos mandan a Recoletos con los "bebés", pa que tomen el fresco por los jardines, ¡arza y olé! Nos encargan que vayamos siempre detrás, y que no nos separemos de ellos jamás; pero si nos habla un tipo de esos que nos hacen "tilín", ¡vaya si se quedan solas las criaturitas al fin! |

Al compás de las seguidillas se intercalan también frases habladas de las niñeras y los niños. El público acogió siempre con regocijo aquello que dicen «yo quie’o correr. Y yo saltar. ¿Y tú qué quieres? Yo quie’o mear. Pero señora, ¿por qué le pega? Porque es muy malo. ¡Tía gallega!»

Escenas
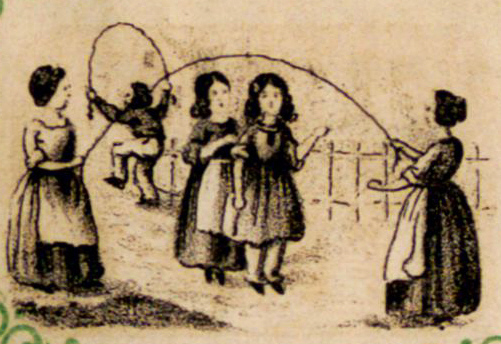
Niñas y niñeras jugando a la comba
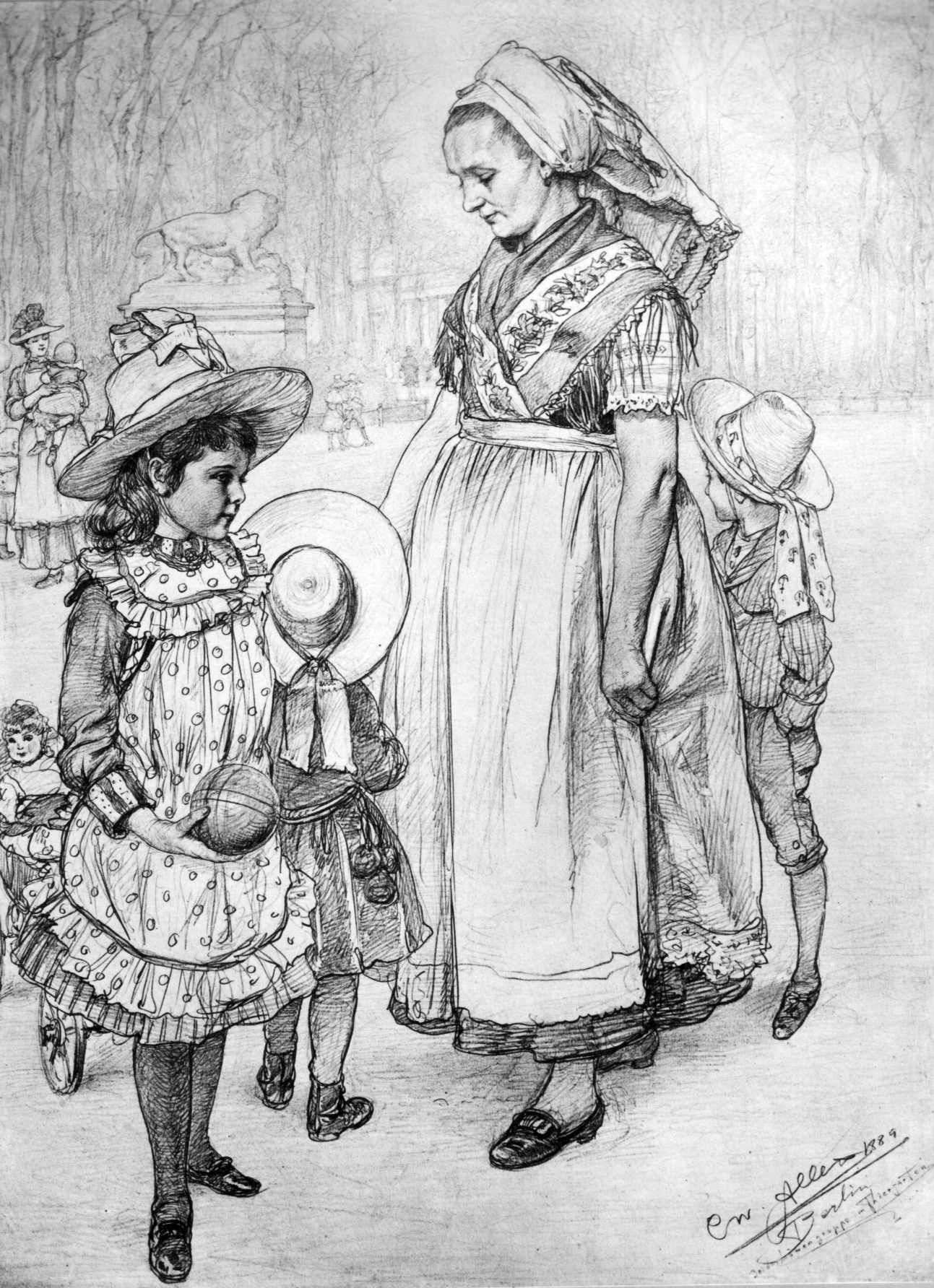
Niñera
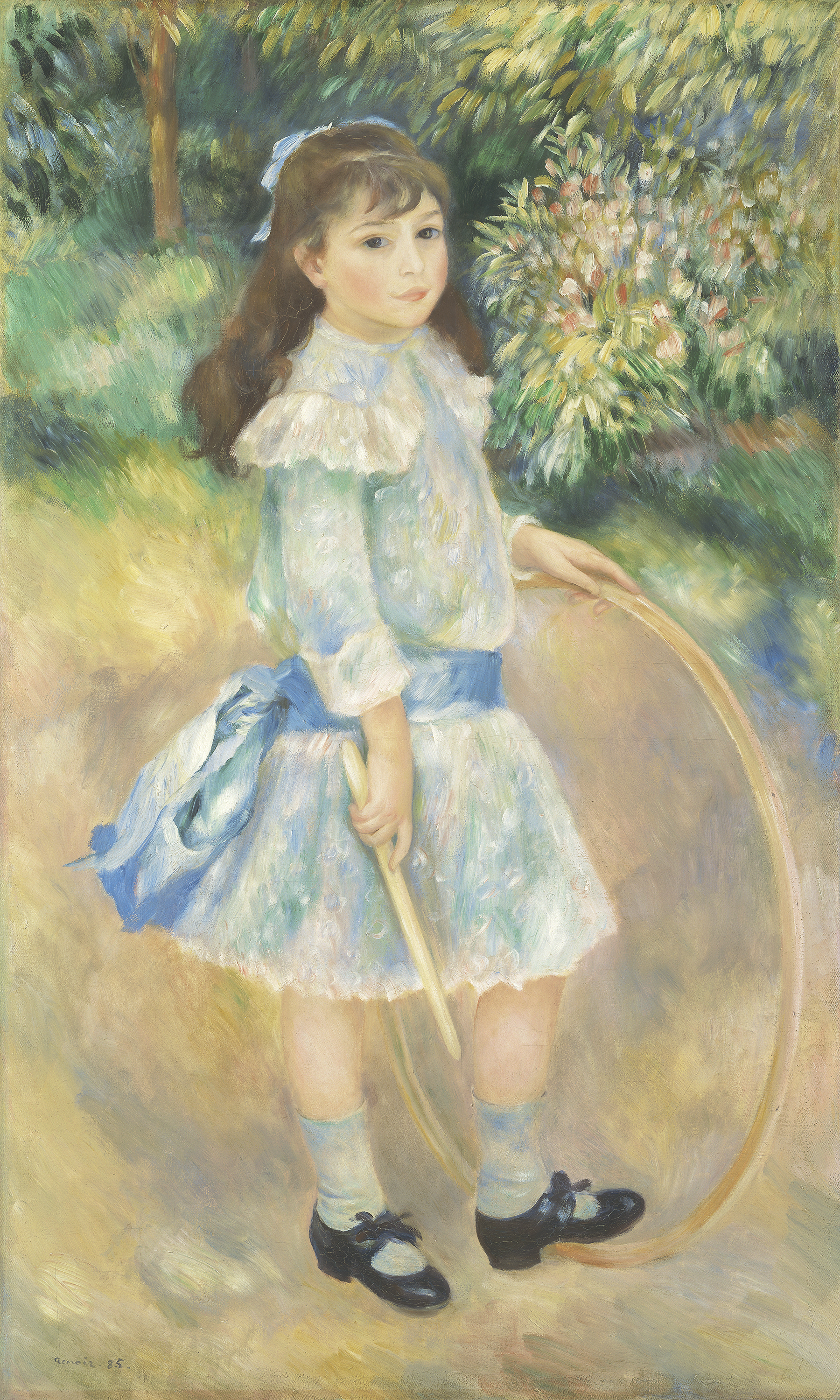
Niña con el aro

Terminan los coros de las niñeras y los niños y hacen mutis quedando en el escenario Pepa y su novio Lorenzo que se lamenta de lo mal que va a pasar el día de su santo por culpa del dinero, o mejor de la falta de dinero por la mala racha que están pasando: 
«¡Ni siquiera poder uno alquilar una manola pa irse con cuatro amigos a refrescar por ahí y a beber unas tintas! ¡En la vida me ha pasao!» a lo que Pepa responde 
«Pues, hijo, fastidiarse, que lo mismo me sucede a mí. Es la primera vez que he dejado yo de ir a la verbena de San Lorenzo.» 
Lorenzo propone ir de todas formas a dar una vuelta pero Pepa se indigna porque no tiene el mantón de Manila, una prenda imprescindible: 
«¿Tú piensas que estoy loca? ¡Pa que se enteré todo el barrio de que tengo empeñao el mantón de Manila! Vamos, hombre, que te se quite de la cabeza. Pasao mañana hay que entregarle a don Aquilino los veinte duros si no queremos que nos embargue el puesto...» 
Hablan de solucionarlo todo si a Lorenzo (que es torero) le contratan en unas cuantas ferias. Después la conversación versa sobre la otra pareja Vicente y Manuela; hubo un tiempo en que Vicente fue novio de Pepa y Lorenzo de Manuela por lo que las rencillas y los celos están a flor de piel. A lo largo de la conversación sale a relucir el señorito Serafín y es entonces cuando se plantea el enredo del pago de las deudas con Aquilino y el engaño de que va a ser víctima Serafín. Pepa pone al corriente a Lorenzo: 
«Oye lo que hay. Ese joven, que es hijo de un señorón que ha sido ministro y tiene mucho dinero, es novio de esa señorita, una cursi romántica, que está chalá por él. La mamá, que por lo visto quiere pescarle, hace lo que todas las mamás que vienen por aquí, se queda dormida, al parecer, y pa que los chicos tengan su miaja de palique; El se conoce que se ha convencido de que no va a conseguir ná de lo que busca, ¿comprendes? y ha pensao... Vamos, una barbaridá. Y de eso me hablaba anoche.» 

El asunto es que Serafín trata de hacer dormir a la mamá con unos polvos que ha comprado en la farmacia y que pretende que los eche Pepa en el azucarillo. 

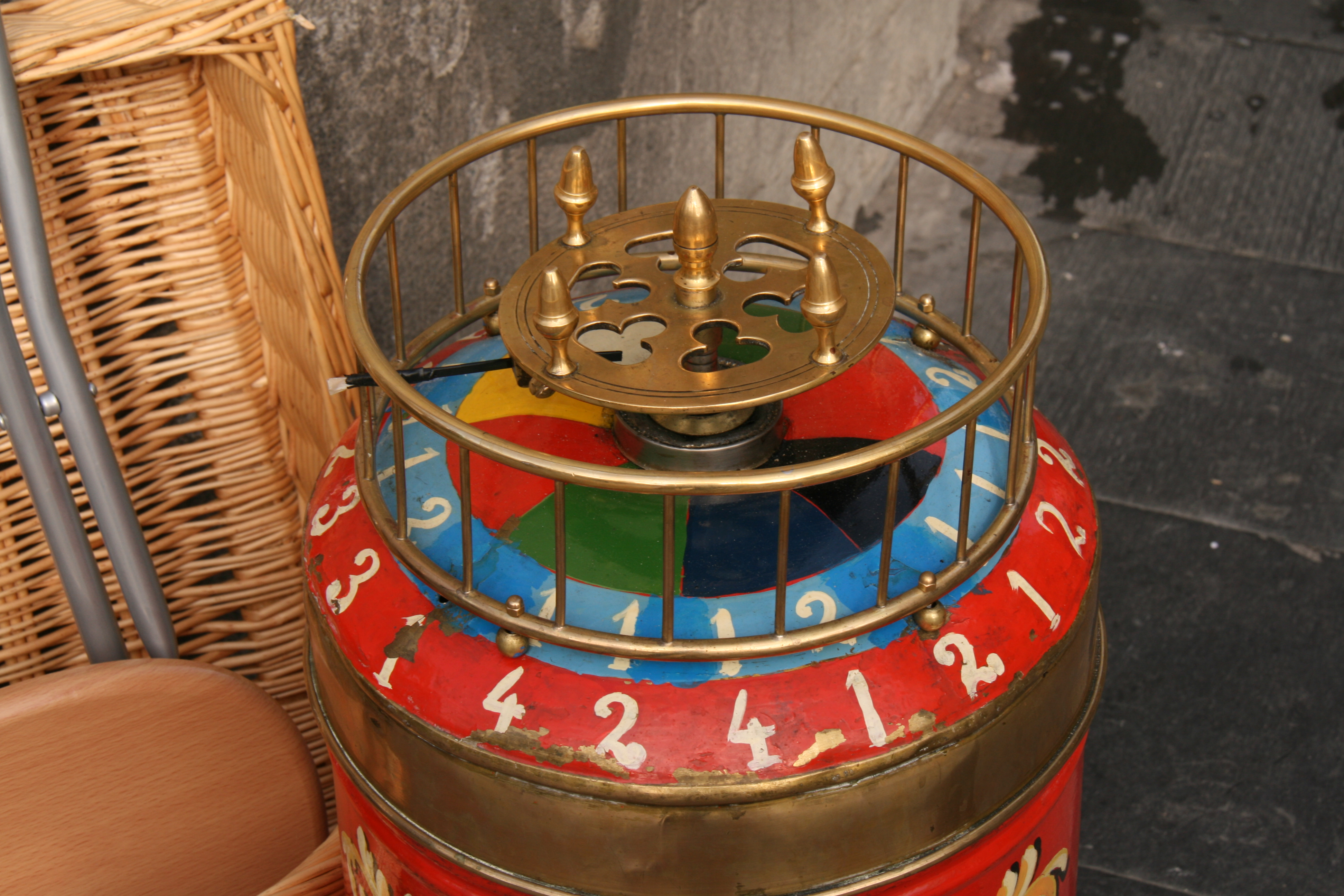
Ruleta del barquillero

Pepa se lo había tomado como algo disparatado pero Lorenzo ve el negocio que necesitaba. Cuando llega Serafín Lorenzo habla con él y le promete que dormirán a la señora a cambio de 200 pesetas, doblando así la cantidad que Serafín había prometido a Pepa.
En este punto Lorenzo muestra sus aptitudes para el timo pues le da a Pepa tan solo 100 pesetas de las 200 recibidas, para pagar a don Aquilino el alquiler del puesto. El público sabe que las otras cien se las guarda con la intención de sacar el mantón de Manila de la casa de empeño. Continúa el diálogo sin música entre los dos novios, un diálogo lleno de frases hechas y vocabulario chulesco. Vicente y Lorenzo en lugar de pelearse se hacen amigos y marchan los dos a "rescatar" los mantones de Manila. Y después otro diálogo esta vez entre las dos mujeres Manuela y Pepa, una verdadera pelea escrita en verso. 
Finalmente Pepa cuenta a Asia y a Simona las intenciones del señorito y juntas deciden hacerlo al revés: será él quien se quedará dormido. Mientras mantienen esa conversación en voz baja aparecen en escena los barquilleros que cantan el pasacalle, otro número que se hizo famoso. La letra es un continuo homenaje a Madrid y sus calles.
| Vivimos en la Ronda de Embajadores, al "lao" de la Ribera de Curtidores. Pasamos nuestra vida con los chiquillos, que son los que consumen nuestros barquillos. Cruzamos el Prao, la plaza Colón voceando: ¿quién los quiere tiernecitos, tostaitos de canela y de limón? Yo me voy a las Vistillas. Yo a la Puerta de Alcalá. Yo me quedo en Recoletos. Yo a la plaza la Cebá. |

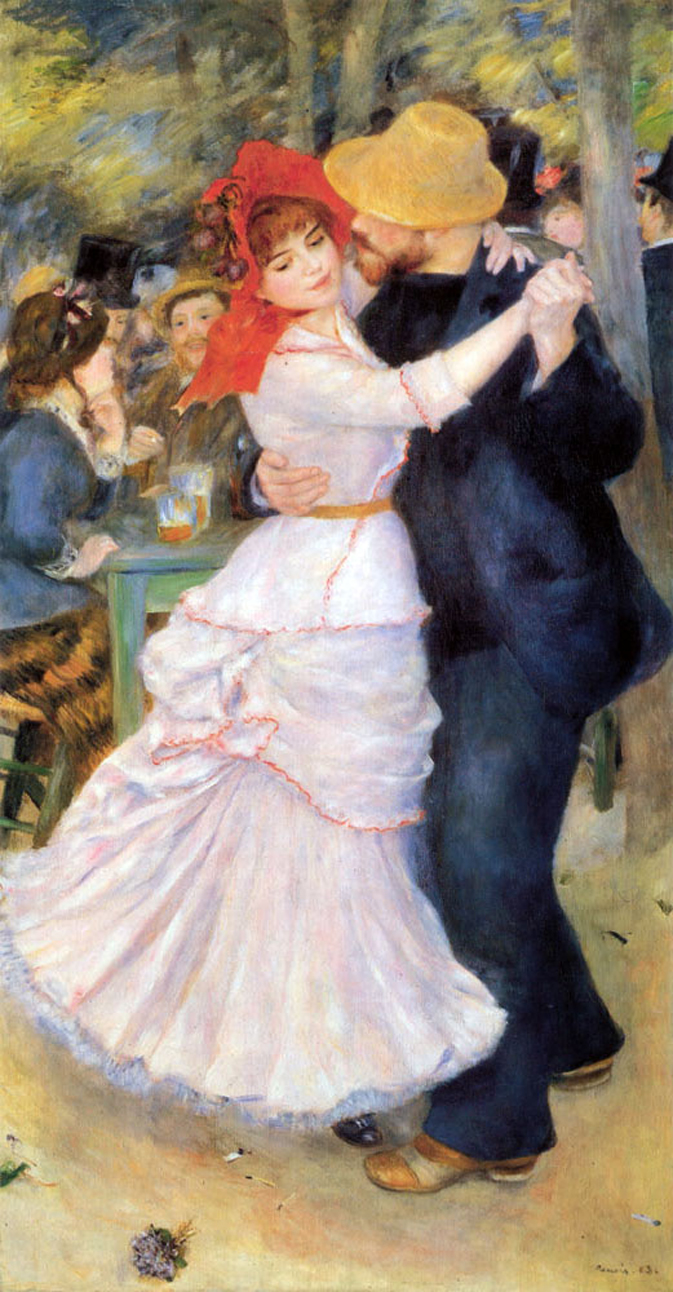
Bailando un vals con decorado de aguaducho como en la zarzuela

Una vez que los personajes están enterados de las intenciones de Serafín y cada uno dispuesto a su particular timo comienza la escena del vals en la que los novios tienen un diálogo cantado entre cómico y romántico con interrupciones jocosas de Simona y de Pepa. Este número tuvo una gran aceptación y su música pegadiza también, lo mismo que había ocurrido unos años antes con el vals de Caballero de Gracia de La Gran Vía, también de Chueca. La letra de este vals además de contener una apasionada declaración de amor incluye crítica política interrumpida por el comentario de Pepa que dice «ilusiones del pobre señor»:
| Si entra pronto papá en el poder... (ilusiones del pobre señor) Al instante, muy campante, me voy a una provincia de gobernador. Eres digna, por tu educación, de ocupar una gran posición y serás gobernadora de Cuenca o de Zamora o de Castellón. |

A continuación salen de la escena Serafín, Simona y Asia; se supone que van a dar un paseo en coche de caballos donde la mamá caerá dormida y los novios podrán cortejarse a gusto, pero a juzgar por lo que cuentan después todo sucedió al revés, quedando Serafín profundamente dormido en un banco del paseo. Tras el desengaño, Asia decide regresar a Valdepatatas.
La siguiente escena consiste en el diálogo entre Pepa y don Aquilino que consigue al fin el pago del alquiler gracias al dinero que le han sacado a Serafín. Aquilino reconoce el billete marcado por él y es cuando comenta «Me pagan con mi propio dinero». Tras esta breve escena hablada sin música hace irrupción un grupo de alegres madrileños que según comentan vienen del teatro Apolo, haciendo alusión a «la cuarta de Apolo»:
| Ya es más de la una y media, ¡Jesús, qué atrocidad! Un día en el teatro nos amanecerá. La culpa es de la Empresa y si esto sigue así, dará leche de burras a la hora de salir. ¡Ay, qué calor hacía en el teatro aquel! Aquí se está muy fresco y se respira bien. |

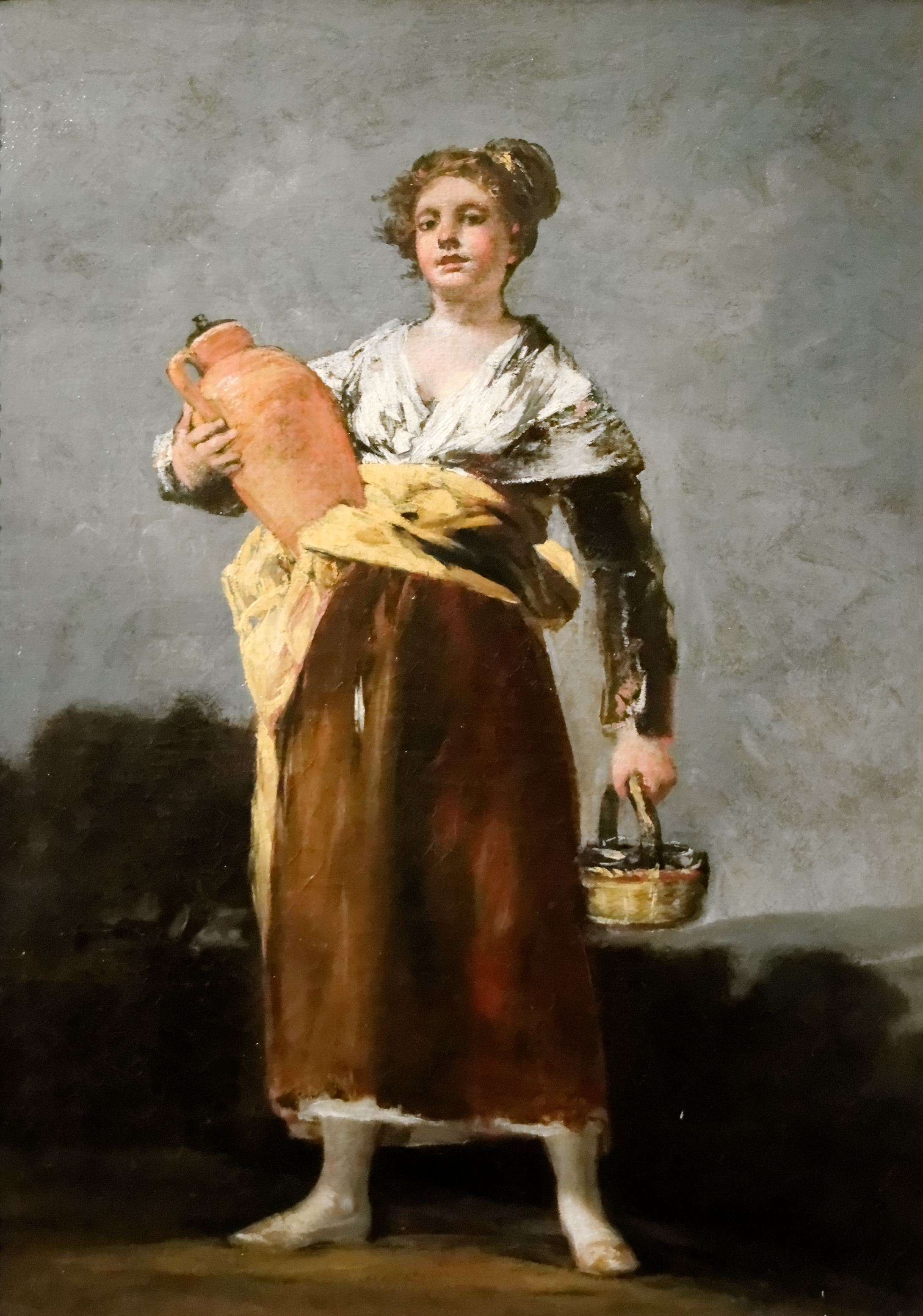
La aguadora, pintada por Francisco de Goya hacia 1810. En su mano izquierda lleva la vasera.

El libreto continúa sin interrupción hasta el final con el apoyo de la música que va cambiando de melodía y de ritmo acoplándose a las circunstancias. Aparece el pedigüeño, el llamado «gachó del arpa» que intenta intercalar su numerito sin gran éxito y se oye el grito provocador de la Manuela, «¡Agua, azucarillos y aguardiente, agua!» con lo que se inicia la segunda pelea entre las dos mujeres, esta vez con música. La letra hace en ocasiones alusión a situaciones o costumbres perfectamente reconocibles: «te arrancaba el añadido», es decir, le tiraba fuertemente del pelo o del moño, costumbre bastante común en peleas de mujeres; «que a pesar de tu honradez, a la calle de Quiñones te han llevao más de una vez.» En la calle Quiñones estaba la galera o cárcel de mujeres, de ahí la insinuación; a lo que contesta Pepa, «Pero a mí entodavía en la procesión, no han venido a invitarme 
para ir de pendón.»; se dicen la una a la otra, «que esta noche no te salva 
ni la paz y caridá.»: la Hermandad de la Paz y Caridad se ocupaba de acompañar y consolar a los reos, condenados a muerte.
| Manuela Tú sin duda te has creído que yo soy una cualquiera, porque tú tienes un puesto y yo voy con la vasera. Pero ya saben lo que eres más de dos y más de tres, porque tú eres una cosa... que ya sabes tú lo que es. Déjenla ustedes, no la contengan, que esa me teme más que a un nublao, y estoy segura que si la dejan, no va conmigo a ningún lao. |

Los parroquianos intervienen para separarlas y en ese momento llegan Vicente y Lorenzo pidiendo explicaciones a las dos mujeres. Cada una da su versión de los hechos y ambas acaban lloriqueando y decididas a que todo termine en paz.
| Pepa Bien sabes que la Manuela anda buscando cuestión; yo estoy tranquila en mi puesto yo no la busco. Que ella no me insulte, que yo no la falto; pero si me ofende tres muelas la salto. Esto es lo que ha habido, pregunta y verás. ¡Fíate de las amigas que una quiso más, y con este pago al fin te verás! Manuela Todo lo que ha dicho esa, no sé si con intención, te lo he dicho yo mil veces hablando de ella. No la di motivos mientras fue mi amiga pa ninguna queja, y que ella lo diga. Sino que las cosas han venido así, ... Lorenzo Pues después de oír todo lo que ha pasao, vais a darsus las manos y se ha acabao. |

Los dos hombres entregan a sus novias los «prisioneros rescataos», es decir los mantones de Manila y comienza el pasacalle que cerrará alegremente la obra. La letra introduce al espectador en la festividad de San Lorenzo a cuya verbena se suponen que irán todos a continuación:
| Lorenzo y Vicente En cuanto el santo vea estas chiquillas, asao y todo salta de las parrillas. Los cuatro Andando, vamos pronto a la verbena pa que digan: ahí viene la gente buena. Compramos unos pitos pa pitar, y en cuanto nos hartemos los cuatro de tocar en amor y compaña nos vamos a cenar. |

## Partitura orquestal
Se compone de preludio y varios números musicales en el segundo cuadro; el primer cuadro es hablado, sin intervención de la orquesta, algo que sorprendió mucho al público del estreno. De este segundo cuadro comentó largo y tendido el historiador y profesor José Deleito y Piñuela. 

Es un dechado de animación, viveza y donaire [el segundo cuadro], sucediéndose sin interrupción en todos los números. El público entró en él de lleno desde que, al alzarse el telón aparecen los chiquillos cantando canciones de corro, interpoladas con los cantos de las niñeras y con los de las nodrizas, llenos de añoranzas galaicas. [...] El número de los barquilleros se hizo repetir hasta tres veces [...] el escándalo apoteósico que promovió el célebre dúo de tiples contrapuntado por sus dos chulos. Cinco veces tuvieron que cantar la Pepa y la Manuela sus cuitas  y castizas disidencias. [...] el público se enardeció de tal manera que se puso unánimemente en pie para ovacionar a Chueca con vítores a la música de Madrid.

Fue algo inenarrable, algo que nunca más se repitió en obras del género chico. El público esperó a Chueca a la salida del teatro y lo llevó a hombros hasta su domicilio particular, a no corta distancia del teatro.
José Deleito y Piñuela

Preludio
Comienza con las notas con las que Pepa hace una introducción de la soleá que no llega a desarrollarse. A continuación toma protagonismo la mazurca de Garibaldi, con « Una niñeira
in Barcelona, d'un soldatino s'inamoró...» pero con más compases incorporados formando un cuerpo central muy ampliado; finalmente se incorpora el tema del pasacalle de los barquilleros. Y no hay más, ninguno de los otros temas tienen aparición en el preludio que termina con un toque de atención de corneta para a continuación oír el grito de «¡agua, azucarillos y aguardiente, agua!»
Cuadro segundo
Al compás de unas seguidillas van apareciendo las amas, las niñeras y los niños; estos intercalan su canción infantil, «tanto vestido nuevo tanta parola» y después continúan las seguidillas, esta vez cantadas, «las señoras nos mandan a Recoletos con los bebés» para a continuación enlazar de nuevo con otra canción de corro infantil «quién dirá que la carbonerita». Es entonces cuando aparece seguido el tema cadencioso y triste de una balada gallega cuya letra acompaña con nostalgia: «¡Cuándo me iré hacia el lugar, que el farruco me manda a llamar! ¿Cuándo será? ¿Cuándo me iré? ¡Que le tengo ganillas de ver!»; tras una modulación se introducen de nuevo las seguidillas cantadas «las señoras nos mandan a Recoletos con los bebés» y la canción «tanto vestido nuevo tanta parola» para terminar con unos acordes finales. A lo largo de todas estas escenas la música ha estado activa sin ningún silencio.
El siguiente número musical es el pasacalle de los barquilleros, interpretado siempre por voces femeninas: «Las niñeras y los soldaos por nosotros están "pirraos" y dan cuartos a los chiquillos pa que se los jueguen a los barquillos». La noche del estreno fue el gran éxito, repetido hasta tres veces a petición de los espectadores.
El tema musical número cuatro es el vals. El vals (lo mismo que la mazurca) no podía faltar en los salones de baile y los espectadores lo sabían y lo esperaban. Tras unas notas de introducción, el actor cómico en el papel de joven licencioso, pregunta, «¿está dormida?» a lo que le responden también en recitativo, «dormida está » y en un aparte «ya puede asegurarse que hoy vigilará»; es entonces cuando la orquesta ataca el tres por cuatro del vals cantado al principio por los dos jóvenes para terminar en un equilibrado cuarteto al modo de las óperas, interpretado por los cuatro personajes: Serafín, Asia Simona y Pepa.
El número cinco es de gran interés musical y está surtido de varios tempos que se van acoplando perfectamente al libreto; es una suite compuesta de danzas, bailes y música popular de moda en Madrid. Las cuatro partes de que consta son mazurca, panaderos, cuarteto y pasacalle. Sin embargo en cada una de ellas se intercalan breves fragmentos diferentes y necesarios para la acción. De esta manera este número cinco no se inicia con la mazurca sino con unos compases en Allegro de 2/4 con ritmo de polka que introducen en escena a los espectadores que acaban de salir del teatro comentando lo tarde que es: «Ya es más de la una y media,¡Jesús, qué atrocidad! Un día en el teatro nos amanecerá.»; tras unos compases de transición se inicia la mazurca de Garibaldi —pensada para voz de tiple femenina—, interrumpida por las protestas de la gente para dar lugar en el compás 74 a un inicio de soleá o malagueñas acompasado con las palmas de la gente, pero se interrumpe antes de desarrollarse por el intento de Garibaldi de seguir cantando sin conseguirlo siendo expulsado por la gente.
El número cinco continúa con la pelea de las dos mujeres que se inicia con ritmo de zapateado para seguir con unos panaderos. Este número musical acompañado de la letra chispeante del libreto fue el delirio de los asistentes al estreno y constituyó uno de los mayores éxitos. La música que sigue a continuación está compuesta con ritmo de tirana y en ella interviene el cuarteto compuesto por las dos mujeres y sus novios. La última parte se inicia y termina con el pasacalle en Allegro moderato, festivo y brillante que supone un alegre final.

## «Dramatis personae»
| Personaje                                                                               | Tesitura            | Reparto del estreno, 23 de junio de 1897 |
| --------------------------------------------------------------------------------------- | ------------------- | ---------------------------------------- |
| Asia, jovencita romántica con aspiraciones a poeta; enamorada de Serafín                | soprano             | Isabel Brú                               |
| Doña Simona, madre de Asia                                                              | mezzosoprano cómica | Pilar Vidal                              |
| Pepa, aguadora con un puesto en Recoletos y novia de Lorenzo                            | soprano             | Joaquina Pino                            |
| Manuela, aguadora ambulante y novia de Vicente                                          | mezzosoprano        | Clotilde Perales                         |
| Lorenzo, torero y novio de Pepa                                                         | barítono            | Emilio Mesejo                            |
| Vicente, portero de una casa de juego y novio de Manuela                                | tenor               | Eliseo San Juan                          |
| Serafín, joven de buena familia y desocupado, pretendiente de Asia                      | tenor cómico        | Vicente Carrión                          |
| Garibaldi, Gachó del arpa, un niño ambulante que canta en italiano macarrónico          | tiple               | Juanita Fernández                        |
| Don Aquilino, casero de Asia y Doña Simona, propietario del puesto de Pepa, prestamista | actor cómico        |                                          |